# Poka-Yoke

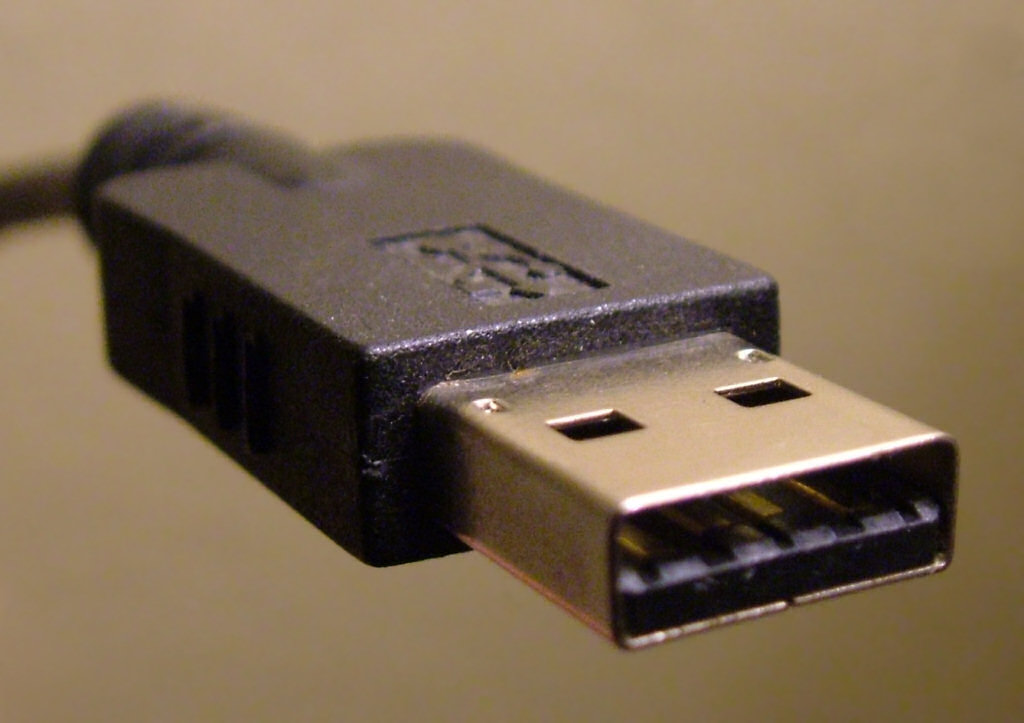
El connector d'un USB és un Poka-Yoke que no permet connectar-lo al revés.

Un poka yoke (en japonès ポカヨケ, literalment «a prova d'errors») és un dispositiu (generalment) destinat a evitar errors, el qual garanteix la seguretat dels usuaris de qualsevol maquinària, procés informàtic, en el qual d'aquesta manera es relacionen no provocant accidents de qualsevol tipus; originalment que peces mal fabricades seguissin en procés amb el consegüent cost. Aquests dispositius van ser introduïts a Toyota a la dècada de 1960, per l'enginyer Shigeo Shingo dins del que es coneix com a Sistema de Producció Toyota. Encara que amb anterioritat ja existien poka yokes, no va ser fins a la seva introducció en Toyota quan es van convertir en una tècnica, avui comú, del disseny i la qualitat. Els poka yokes solen consistir en:
- Un sistema de detecció, el tipus dependrà de la característica a controlar i en funció del qual se solen classificar, i
- Un sistema d'alarma (visual i sonora comunament) que avisa el treballador de produir l'error perquè l'esmeni.